# Clara Weber
Clara Weber, auch Klara Weber (24. Juni 1865 in München – 17. Dezember 1919 in Frankfurt am Main) war eine deutsche Opernsängerin (Mezzosopran, Alt).

## Leben
Weber, die Tochter eines Kaufmanns, nahm Gesangsunterricht bei Emilie Kaulla und dem königlichen Musikdirektor Josef Stich in München. Ihr erstes größeres Engagement fand sie in Regensburg, dann wurde sie an das Dresdner Hoftheater verpflichtet und 1887 ans Stadttheater in Frankfurt engagiert, wo sie am 7. August als „Amneris“ debütierte.
Weber sang mit Feuer und Noblesse, und trotzdem es dieser trefflichen Altistin gar leicht gelänge, durch Anwendung ihrer Mittel die Aufmerksamkeit des Publikums auf sich allein zu lenken, so zog sie es als echte Künstlerin vor, sich vornehme Beschränkung aufzuerlegen und sich stilvoll in das Ensemble einzufügen. Der Erfolg ist darum kein geringerer. Weber besaß eine schöne Altstimme, die in allen Lagen gleichmäßig ausgebildet ist, und hervorstechende musikalische Begabung. Sie stellte ihre prächtigen Stimmmittel auch in den Dienst der Lieder und wurde als Liedersängerin nicht weniger gelobt wie als Bühnenkünstlerin. Weber, die auch zu den Festvorstellungen der Wagnervereine in Amsterdam geladen wurde („Waltraute“ und „Walküre“), zählt ferner zu ihren beliebten, künstlerisch ausgeglichenen Leistungen: „Fides“, „Ortrud“, „Abriano“, „Azucena“, „Königin“ in Hans Heiling, „Fricka“ etc.